# Збероая
Збероая (рум. Zberoaia) — село в Ниспоренском районе Молдавии. Относится к сёлам, не образующим коммуну.

## География
Село расположено на высоте 47 метров над уровнем моря.

## Население
По данным переписи населения 2004 года, в селе Збероая проживает 1866 человек (925 мужчин, 941 женщина).
Этнический состав села:
| Национальность | Число жителей | Процентный состав |
| -------------- | ------------- | ----------------- |
| молдаване      | 1702          | 91.21             |
| румыны         | 150           | 8.04              |
| русские        | 9             | 0.48              |
| украинцы       | 2             | 0.11              |
| цыгане         | 2             | 0.11              |
| прочие         | 1             | 0.05              |
| Всего          | 1866          | 100 %             |

## Образование
Школа села Збероая в советское время была названа в честь писателя Михаила Андриеску. В ней была открыта комната-музей Андриеску

## Галерея
- Церковь Святого Николая Чудотворца
- Усадьба Гоанта
- Усадьба Гоанта